# Kaczor (skała)
Kaczor – skała w miejscowości Podzamcze w województwie śląskim, w powiecie zawierciańskim, w gminie Ogrodzieniec. Znajduje się w zewnętrznych murach Zamku Ogrodzieniec, po jego północno-wschodniej stronie, obok skały Okiennik.
Kaczor znajduje się na terenie otwartym. Zbudowany jest z wapieni i ma charakterystyczny kształt, od którego pochodzi jego nazwa. Ma wysokość 10–18 m i ściany połogie, pionowe lub przewieszone.
Obok Kaczora biegnie Szlak Orlich Gniazd – jeden z głównych szlaków turystycznych Wyżyny Krakowsko-Częstochowskiej.

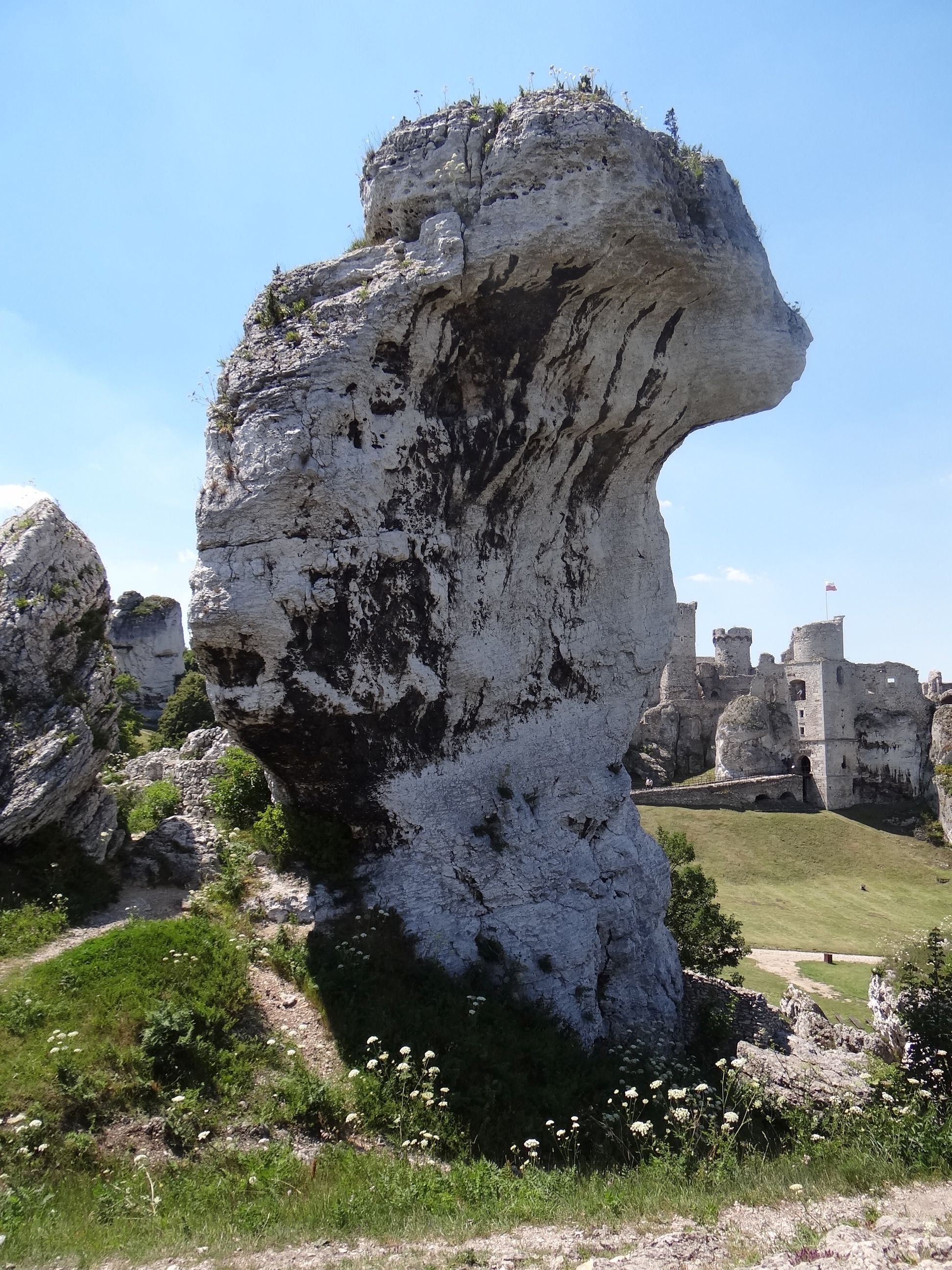
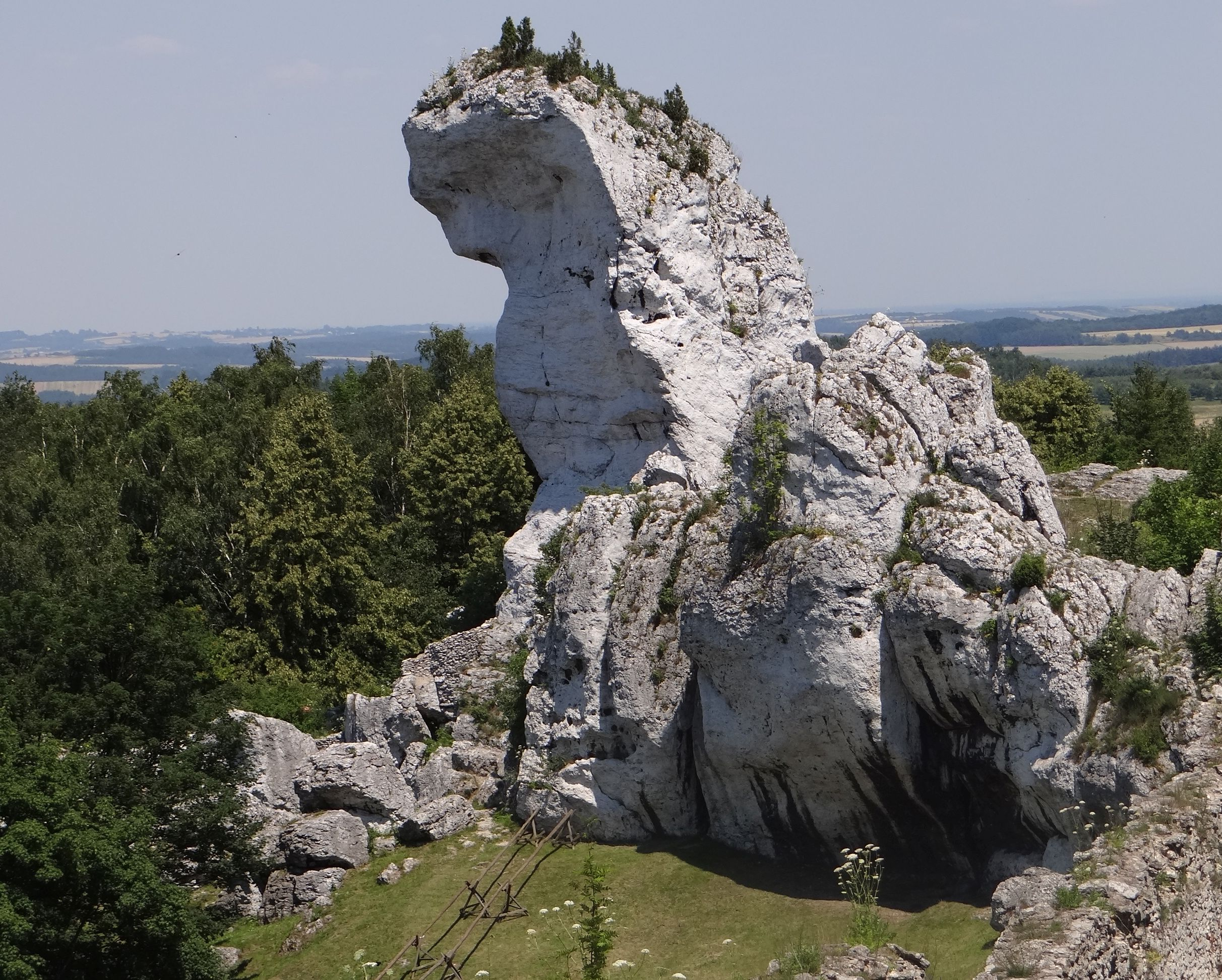
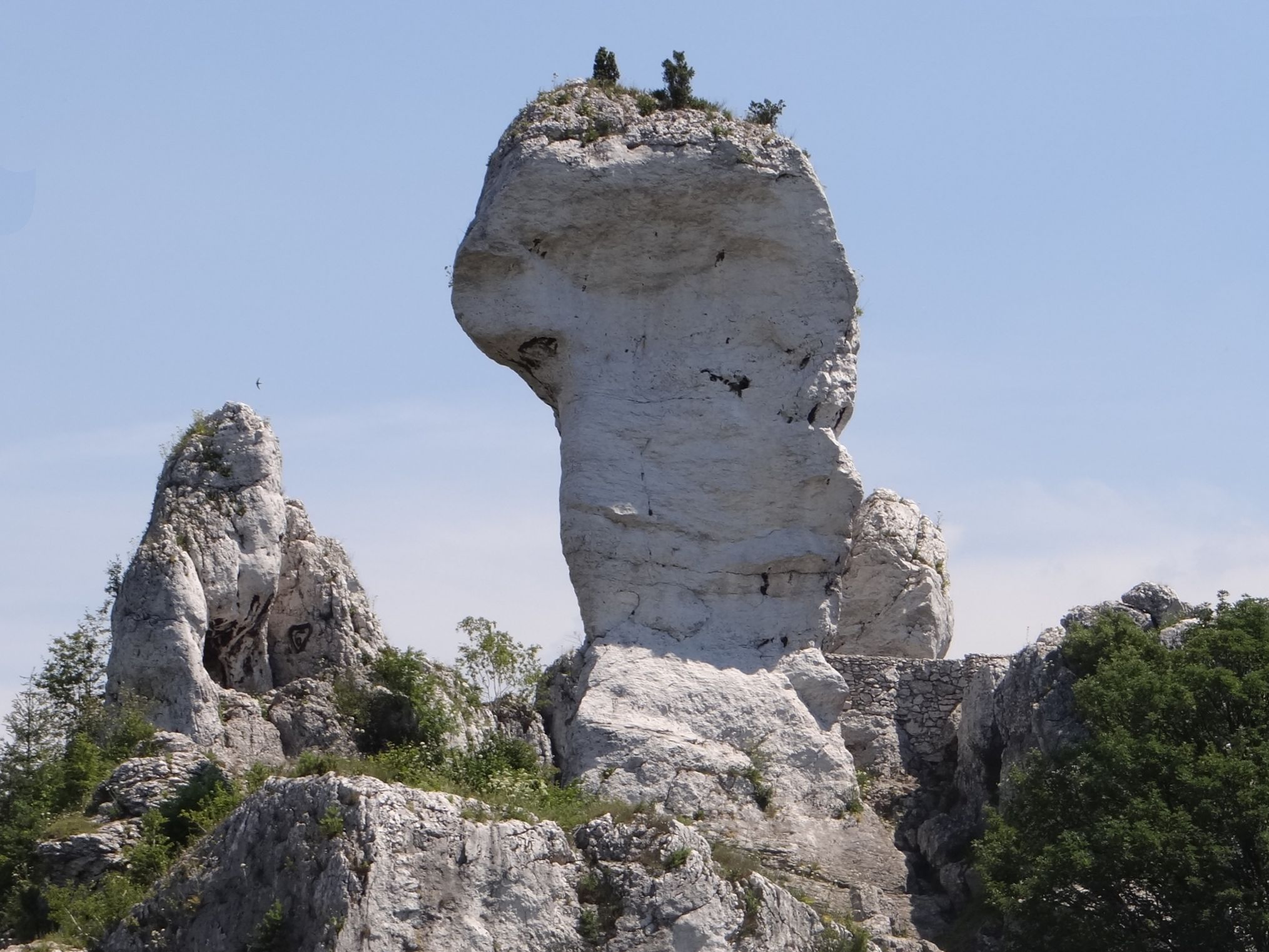
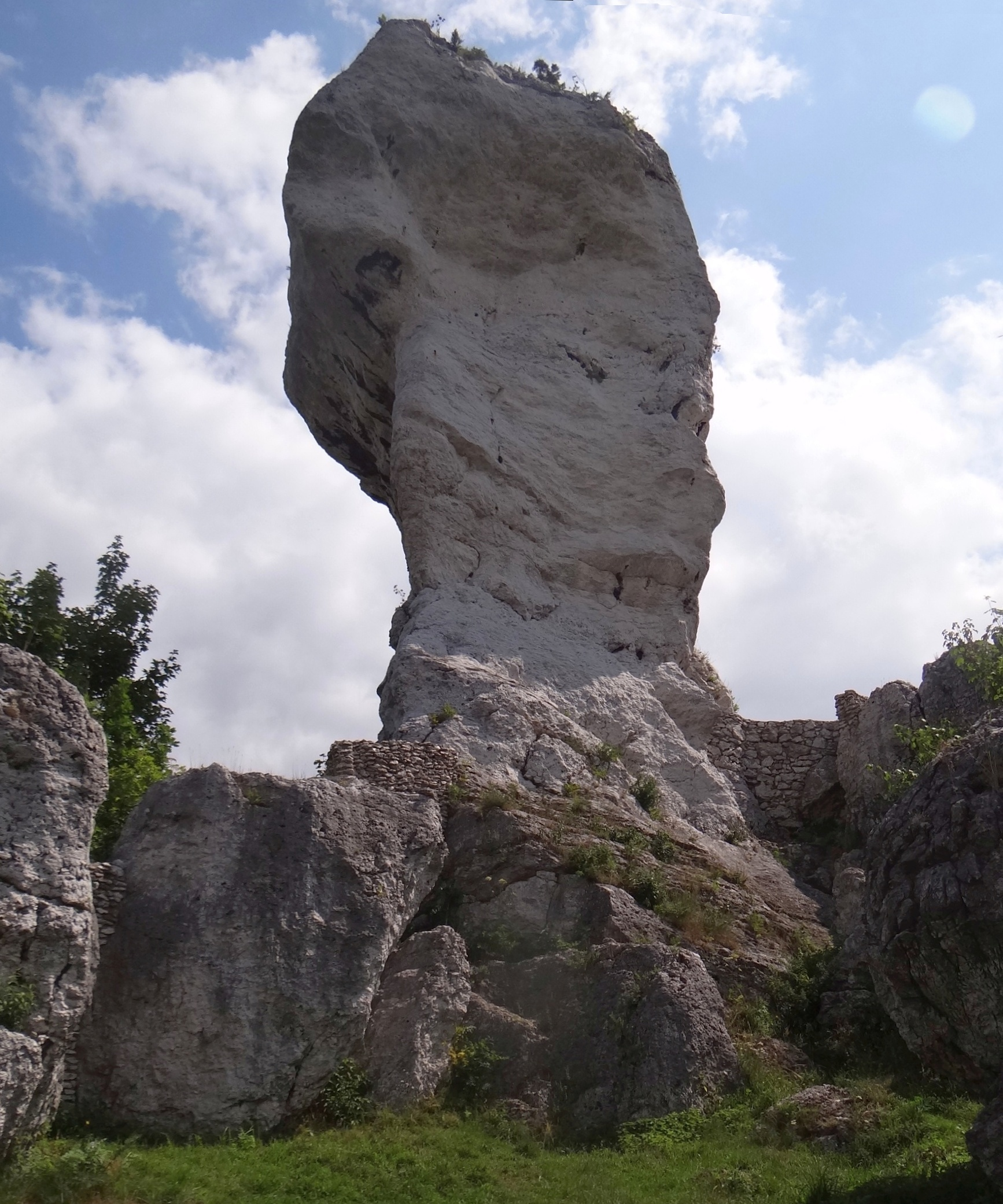

## Drogi wspinaczkowe
Wśród wspinaczy skalnych Kaczor cieszy się niewielką popularnością. Są na nim 3 drogi wspinaczkowe o trudności od V+ do VI.4 w skali Kurtyki oraz jeden projekt. Mają wystawę południowo-wschodnią i południową. 2 drogi mają zamontowane stałe punkty asekuracyjne: ringi (r) i stanowisko zjazdowe (st).
Kaczor I
1. 50 lat HKT Katowice; 4r + st, VI.4, 014
2. Projekt; 6r + st

Kaczor II
1. Kantem; VI, 18 m
2. Środkiem płyty; V+[2].